# Anson Mount
Anson Adams Mount IV (* 25. února 1973 Mount Prospect, Illinois, USA) je americký herec. K jeho nejznámějším se rolím patří Cullen Bohannon ve westernovém dramatickém seriálu Hell on Wheels, Jim Steele v seriálu Usvědčeni, Black Bolt v seriálu Inhumans a kapitán Christopher Pike v seriálech Star Trek: Discovery a Star Trek: Strange New Worlds.

## Životopis
Narodil se v Mount Prospect v Illinois a vyrostl ve White Bluffu v Tennessee. Jeho matka Nancy Smithová hrála profesionálně golf. Jeho otec Adam Adams Mount II patřil k původním redaktorům magazínu Playboy. Z otcova prvního manželství má staršího bratra Ansona Adamse III a dvě sestry, Kristin a Elizabeth. Navštěvoval střední školu Dickson County High School v Dicksonu v Tennessee, University of the South a Kolumbijskou univerzitu.

## Filmografie

### Film
| Rok  | Název                                   | Role                            | Poznámky |
| ---- | --------------------------------------- | ------------------------------- | -------- |
| 2000 | Temná legenda 2                         | Toby Belcher                    |          |
| 2000 | Miluj mě                                | Tully Coates Jr.                |          |
| 2000 | Riziko                                  | Broker                          |          |
| 2002 | Crossroads                              | Ben Kimble                      |          |
| 2002 | Hodina pravdy                           | Dave Simon                      |          |
| 2002 | Kulečníkoví blázni                      | Chris                           |          |
| 2003 | Bitva o Shaker Heights                  | Mine Weber                      |          |
| 2004 | The Warrior Class                       | Alec Brno                       |          |
| 2005 | Zná ji jako svý boty                    | Todd                            |          |
| 2006 | Všichni milují Mandy Lane               | Garth                           |          |
| 2006 | Walk the Talk                           | Larry                           |          |
| 2006 | Hood of Horror                          | Tex Jr                          |          |
| 2007 | Privacy Policy                          | detektiv Barry                  |          |
| 2009 | Cook County                             | Bump                            |          |
| 2009 | Burning Palms                           | Tom                             |          |
| 2011 | Strašáci                                | trenér Stan Milkens             |          |
| 2011 | Fracek                                  | Nick                            |          |
| 2012 | Safe                                    | Alex Rosen                      |          |
| 2014 | Non-Stop                                | Jack Hammond                    |          |
| 2014 | The Forger                              | Keegan                          |          |
| 2014 | Supremacy                               | Paul Sobecki                    |          |
| 2015 | Pan Dokonalý                            | Richard Cartigan                |          |
| 2015 | Přeludy                                 | David Maddox                    |          |
| 2021 | The Virtuoso                            | The Virtuoso                    |          |
| 2021 | Injustice                               | Bruce Wayne / Batman            | hlas     |
| 2022 | Doctor Strange v mnohovesmíru šílenství | Blackagar Boltagon / Black Bolt |          |

### Televize
| Rok       | Název                                  | Role                     | Poznámky                                     |
| --------- | -------------------------------------- | ------------------------ | -------------------------------------------- |
| 1999      | Ally McBealová                         | Kevin Wah                | díl: „Občanská válka“                        |
| 1999      | Sex ve městě                           | Gregory                  | díl: „Ženy po dvacítce vs. ženy po třicítce“ |
| 2000–2001 | Třetí hlídka                           | dr. Montville            | 5 dílů                                       |
| 2003      | Smallville                             | Paul Hayden              | díl: „Stín minulosti“                        |
| 2003      | Line of Fire                           | Roy Ravelle              | 13 dílů                                      |
| 2004      | Kriminálka Miami                       | Tony Macken              | díl: „Nezdařené přistání“                    |
| 2004–2005 | Zimní ráj                              | Will Carver              | 13 dílů                                      |
| 2005      | Ztraceni                               | Kevin                    | díl: „Muž vědy, muž víry“                    |
| 2006      | Usvědčeni                              | Jim Steele               | hlavní role, 13 dílů                         |
| 2007      | Zákon a pořádek                        | reverend James Sterling  | díl: „Church“                                |
| 2007      | The Cure                               | Darren Elliot            | TV film                                      |
| 2008      | Bratři Kisselovi                       | Robert Kissel            | TV film                                      |
| 2009      | Dům loutek                             |                          | díl: „Šedá hodina“                           |
| 2011–2016 | Hell On Wheels                         | Cullen Bohannon          | hlavní role, 55 dílů                         |
| 2012      | Seal Team 6: Dopadení Usámy bin Ládina | Cherry                   | TV film                                      |
| 2013      | Rudá vdova                             | Evan Walraven            | 6 díly                                       |
| 2017      | Inhumans                               | Black Bolt               | hlavní role, 8 dílů                          |
| 2019      | Star Trek: Discovery                   | kapitán Christopher Pike | hlavní role, 14 dílů                         |
| 2019      | The Ready Room                         | sám sebe                 | díl: „Episode 11“                            |
| 2019      | Star Trek: Short Treks                 | kapitán Christopher Pike | 3 díly                                       |
| 2021–     | Dota: Dračí krev                       | Kaden                    | hlas, 7 dílů                                 |
| 2022      | Star Trek: Strange New Worlds          | kapitán Christopher Pike | hlavní role                                  |

### Videohry
| Rok  | Název           | Role                  | Poznámky |
| ---- | --------------- | --------------------- | -------- |
| 2014 | The Evil Within | Sebastian Castellanos |          |
| 2015 | The Assignment  | Sebastian Castellanos |          |